# Acanthophis rugosus
Acanthophis rugosus är en ormart som beskrevs av Arthur Loveridge 1948. Arten ingår i släktet Acanthophis och familjen giftsnokar och underfamiljen ormar. IUCN kategoriserar Acanthophis rugosus globalt som livskraftig. Inga underarter finns listade i Catalogue of Life.
Arten lever i Papua Nya Guinea, Västpapua och i norra Australien. Ormen är giftig, den har mycket veckade huvudsköldar och är tvärrandig.
Acanthophis rugosus hittas på låglänta gräsmarker och savanner, ormen är marklevande och föredrar områden med gott om lövhögar, dött gräs och liknande markbeklädning.